# Tešanovci
Tešanovci (mađarski: Mezővár) naselje je u slovenskoj Općini Moravskim Toplicama. Tešanovci se nalaze u pokrajini Prekomurju i statističkoj regiji Pomurju. 

## Stanovništvo
Prema popisu stanovništva iz 2002. godine naselje je imalo 375 stanovnika.